# Cacia kinabaluensis
Cacia kinabaluensis är en skalbaggsart som beskrevs av Stefan von Breuning 1982. Cacia kinabaluensis ingår i släktet Cacia och familjen långhorningar. Inga underarter finns listade.